# Giro di Danimarca 2000
Il Giro di Danimarca 2000, decima edizione della corsa, si svolse dal 1º al 5 agosto 2000 su un percorso di 897 km ripartiti in 6 tappe, con partenza da Ringkøbing e arrivo a Frederiksberg. Fu vinto dal danese Rolf Sørensen della Rabobank davanti al tedesco Andreas Klöden e al francese Stéphane Barthe.

## Tappe
| Tappa  | Data      | Percorso                                      | km  | Vincitore di tappa | Leader cl. generale |
| ------ | --------- | --------------------------------------------- | --- | ------------------ | ------------------- |
| 1ª     | 1º agosto | Ringkøbing > Viborg                           | 220 | Denis Zanette      | Denis Zanette       |
| 2ª     | 2 agosto  | Ikast > Horsens                               | 185 | Lars Michaelsen    | Lennie Kristensen   |
| 3ª     | 3 agosto  | Skanderborg > Faaborg-Midtfyn                 | 185 | Geert Van Bondt    | Rolf Sørensen       |
| 4ª     | 4 agosto  | Lalandia > Nakskov                            | 113 | Marco Zanotti      | Rolf Sørensen       |
| 5ª     | 4 agosto  | Nysted > Nykøbing Falster (cron. individuale) | 17  | Arturas Kasputis   | Rolf Sørensen       |
| 6ª     | 5 agosto  | Nakskov > Frederiksberg                       | 180 | Jaan Kirsipuu      | Rolf Sørensen       |
| Totale | Totale    | Totale                                        | 897 |                    |                     |

## Dettagli delle tappe

### 1ª tappa
- 1º agosto: Ringkøbing > Viborg – 220 km

| Pos. | Corridore         | Squadra       | Tempo    |
| ---- | ----------------- | ------------- | -------- |
| 1    | Denis Zanette     | Liquigas-Pata | 5h07'24" |
| 2    | Lennie Kristensen | Fakta         | a 9"     |
| 3    | Glenn Magnusson   | Farm Frites   | a 13"    |

| Pos. | Corridore         | Squadra       | Tempo    |
| ---- | ----------------- | ------------- | -------- |
| 1    | Denis Zanette     | Liquigas-Pata | 5h07'24" |
| 2    | Lennie Kristensen | Fakta         | a 9"     |
| 3    | Glenn Magnusson   | Farm Frites   | a 13"    |

### 2ª tappa
- 2 agosto: Ikast > Horsens – 185 km

| Pos. | Corridore         | Squadra     | Tempo    |
| ---- | ----------------- | ----------- | -------- |
| 1    | Lars Michaelsen   | FDJ         | 4h14'44" |
| 2    | Stéphane Barthe   | AG2R        | s.t.     |
| 3    | Peter Van Petegem | Farm Frites | s.t.     |

| Pos. | Corridore         | Squadra     | Tempo    |
| ---- | ----------------- | ----------- | -------- |
| 1    | Lennie Kristensen | Fakta       | 9h22'18" |
| 2    | Lars Michaelsen   | FDJ         | a 4"     |
| 3    | Peter Van Petegem | Farm Frites | a 5"     |

### 3ª tappa
- 3 agosto: Skanderborg > Faaborg-Midtfyn – 185 km

| Pos. | Corridore       | Squadra       | Tempo    |
| ---- | --------------- | ------------- | -------- |
| 1    | Geert Van Bondt | Farm Frites   | 4h18'16" |
| 2    | Rolf Sørensen   | Rabobank      | s.t.     |
| 3    | Marco Zanotti   | Liquigas-Pata | a 1'48"  |

| Pos. | Corridore         | Squadra  | Tempo     |
| ---- | ----------------- | -------- | --------- |
| 1    | Rolf Sørensen     | Rabobank | 13h41'57" |
| 2    | Lennie Kristensen | Fakta    | a 25"     |
| 3    | Lars Michaelsen   | FDJ      | a 29"     |

### 4ª tappa
- 4 agosto: Lalandia > Nakskov – 113 km

| Pos. | Corridore      | Squadra         | Tempo    |
| ---- | -------------- | --------------- | -------- |
| 1    | Marco Zanotti  | Liquigas-Pata   | 2h25'59" |
| 2    | Danilo Hondo   | Telekom         | s.t.     |
| 3    | Karel Vereecke | Vlaanderen 2002 | s.t.     |

| Pos. | Corridore         | Squadra  | Tempo     |
| ---- | ----------------- | -------- | --------- |
| 1    | Rolf Sørensen     | Rabobank | 16h07'56" |
| 2    | Lennie Kristensen | Fakta    | a 25"     |
| 3    | Lars Michaelsen   | FDJ      | a 29"     |

### 5ª tappa
- 4 agosto: Nysted > Nykøbing Falster (cron. individuale) – 17 km

| Pos. | Corridore        | Squadra      | Tempo  |
| ---- | ---------------- | ------------ | ------ |
| 1    | Arturas Kasputis | AG2R         | 19'51" |
| 2    | Michael Rich     | Gerolsteiner | a 5"   |
| 3    | Andreas Klöden   | Telekom      | a 9"   |

| Pos. | Corridore       | Squadra  | Tempo     |
| ---- | --------------- | -------- | --------- |
| 1    | Rolf Sørensen   | Rabobank | 16h28'05" |
| 2    | Andreas Klöden  | Telekom  | a 30"     |
| 3    | Stéphane Barthe | AG2R     | a 50"     |

### 6ª tappa
- 5 agosto: Nakskov > Frederiksberg – 180 km

| Pos. | Corridore      | Squadra       | Tempo    |
| ---- | -------------- | ------------- | -------- |
| 1    | Jaan Kirsipuu  | AG2R          | 3h49'14" |
| 2    | Marco Zanotti  | Liquigas-Pata | a 5"     |
| 3    | Alexandre Usov | Phonak        | s.t.     |

| Pos. | Corridore       | Squadra  | Tempo     |
| ---- | --------------- | -------- | --------- |
| 1    | Rolf Sørensen   | Rabobank | 20h17'24" |
| 2    | Andreas Klöden  | Telekom  | a 30"     |
| 3    | Stéphane Barthe | AG2R     | a 44"     |

## Classifiche finali

### Classifica generale
| Pos. | Corridore         | Squadra                   | Tempo     |
| ---- | ----------------- | ------------------------- | --------- |
| 1    | Rolf Sørensen     | Rabobank                  | 20h17'24" |
| 2    | Andreas Klöden    | Team Deutsche Telekom     | a 30"     |
| 3    | Stéphane Barthe   | Ag2r Prévoyance-Décathlon | a 44"     |
| 4    | Peter Van Petegem | Farm Frites               | a 54"     |
| 5    | Lennie Kristensen | Team Fakta                | a 56"     |
| 6    | Olaf Pollack      | Gerolsteiner              | a 57"     |
| 7    | Gianni Faresin    | Mapei-Quick Step          | a 58"     |
| 8    | Martin Rittsel    | Memory Card-Jack & Jones  | a 1'10"   |
| 9    | Michael Blaudzun  | Memory Card-Jack & Jones  | a 1'16"   |
| 10   | Davide Rebellin   | Liquigas-Pata             | a 1'40"   |